# ГОШК (футбольный клуб)
ГОШК (серб. Габеоски омладински шпортски клуб, босн. Gabeoski omladinski športski klub) ― футбольный клуб из Боснии и Герцеговины, базируется в городе Габела. Клуб был основан в 1919 году, играл в Премьер-лиге Боснии и Герцеговины. В настоящее время играет в Первой лиге Федерации Боснии и Герцеговины, втором по силе дивизионе страны. Клуб принимает гостей на стадионе «Подавала», вмещающем 2 000 зрителей.

## Достижения
- Победитель Первой лиги Боснии и Герцеговины (1): 2010/11

## Сезоны
| Год     | Дивизион     | Место |
| 2011-12 | Премьер-лига | 13-е  |
| 2010-11 | Первая лига  | 1-е ↑ |
| 2008-09 | Первая лига  | 6-е   |
| 2007-08 | Первая лига  | 2-е   |
| 2006-07 | Первая лига  | 6-е   |
| 2005-06 | Первая лига  | 8-е   |